# Suna no onna
Suna no onna Brasil: A Mulher da Areia  é um filme japonês de 1964 dirigido por Hiroshi Teshigahara. O roteiro do filme foi adaptado do romance homônimo de 1962 do escritor Kobo Abe.
O filme ganhou o Prêmio Especial do Júri no Festival de Cannes de 1964 o que é um fato incomum para um filme de vanguarda, sendo indicado ao Oscar de melhor filme estrangeiro no mesmo ano. Em 1965, Teshigahara foi indicado ao Oscar de melhor diretor.
O filme faz parte da lista dos 1000 melhores filmes de todos os tempos do The New York Times.

## Produção
Poético, visualmente impressionante, erótico, Suna no Onna é uma alegoria filosófica que trata de questões universais, como vida e existência, mas também de identidade individual em um Japão que se modernizava rapidamente desde o fim da segunda Grande Guerra.
Marco do cinema de arte da década de 1960, o filme causou um forte impacto no Ocidente pela ousadia das imagens e enormes closes. A Academia de Artes e Ciências Cinematográficas distinguiu-o com duas indicações ao Oscar, uma delas de Melhor Diretor. No Festival de Cannes, Suna no Onna recebeu o Prêmio Especial do Júri, além de ter sido um dos concorrentes à Palma de Ouro. O filme abocanhou também vários outros prêmios em seu país de origem.

## Sinopse
O entomologista Niki Jumpei vê-se preso em uma cabana no fundo de enorme poço de areia. A princípio aterrorizado e desesperado, descobre que junto com ele encontra-se também uma bela viúva. Aos poucos, cresce a atração entre eles, e os temores de Niki dão lugar a uma felicidade edipiana.

## Premiações
| Patrocinador                                  | Prêmio                                | Categoria                               | Situação          |
| --------------------------------------------- | ------------------------------------- | --------------------------------------- | ----------------- |
| Academia de Artes e Ciências Cinematográficas | Oscar                                 | Melhor Diretor Melhor Filme Estrangeiro | Indicado          |
| Festival de Cannes                            | Prêmio Especial do Júri Palma de Ouro | Melhor Filme                            | Vencedor Indicado |

## Elenco
| Ator/Atriz      | Personagem     |
| --------------- | -------------- |
| Eiji Okada      | Niki Junpei    |
| Kyoko Kishida   | Mulher         |
| Iroko Ito       | Esposa de Niki |
| Koji Mitsui     |                |
| Sen Yano        |                |
| Ginzo Sekiguchi |                |